# دهستان رابر
دهستان رابر نام دهستانی در بخش رابر شهرستان رابر، استان کرمان در ایران است. براساس سرشماری مرکز آمار ایران در سال ۱۳۸۵، جمعیت آن ۴۵۶۲ نفر (۱۰۸۴ خانوار) بوده‌است.